# Illésy János (levéltáros)
Illésy János (Kisújszállás, 1861. február 12. – Budapest, 1905. március 7.) levéltáros, történész, irodalomtörténész. A neve előfordul Illéssy alakban is.

## Élete
Illésy Sándor, az utolsó nagykun kapitány, majd Kisújszállás polgármestere és Varró Mária fia. 1861. február 20-án keresztelték Kisújszálláson. A gimnázium alsó osztályait szülővárosában és Budapesten, a felső négy osztályt pedig Szepesiglón végezte. 1880-1885 között a budapesti egyetem bölcsészkarán tanult, ahol főleg magyar, német, latin irodalmi, nyelvészeti és történelmi előadásokat hallgatott. 1884-1885-ben Kisújszálláson volt helyettes tanár. 1886-ban bölcsészdoktori diplomát szerzett. 1887-től haláláig az Országos Levéltár munkatársa, előbb gyakornoka, 1892-től fogalmazója volt. foglalkozott a Jászkunság történetével, nyomdatörténettel és genealógiával. A 16-18. század íróiról (Mikes Kelemen, Amade László) számos értékes levéltári adatot tárt fel. Szakfolyóiratokban és önállóan számos tanulmánya jelent meg. Agyguta következtében hunyt el 1905. március 7-én délelőtt 9 órakor.

## Művei
- Gróf Koháry István élete és munkái (Karcag, 1885)
- A Vrana család czímere Turul, 11, 1893
- Illéssy János – Pettkó Béla: A Királyi könyvek (1527-1867) (Budapest, 1895)
- Per a Nagy Mihályi czimer birtoklása miatt. Turul, 11, 1900. 39-42. l.
- Az 1754-55. évi országos nemesi összeirás (Budapest, 1902)
- A Mikófalvi Bekény család története (Budapest, 1902)
- A Jász-kunság eladása a német lovagrendnek (Budapest, 1905)

## Külső hivatkozások
- Karcagi Hírmondó[halott link] XVIII. évf. 13. szám 2005. április 1.
- http://archiv.vfmk.hu/konyvtar/digitalizalas/1_sz_melleklet_1_0.pdf